# Médicament falsifié
Ne doit pas être confondu avec médicament contrefait.

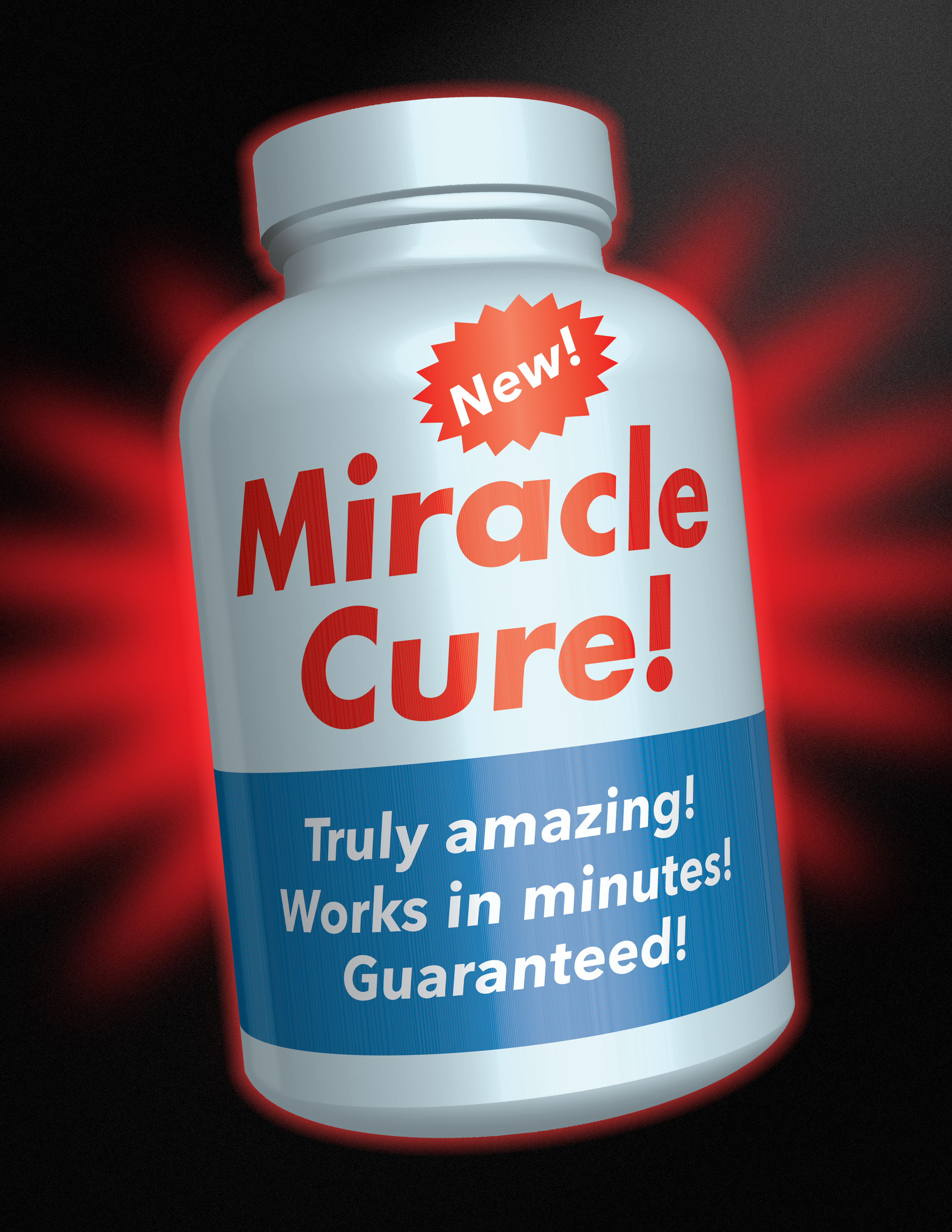
Un médicament falsifié comporte une fausse présentation de son identité (emballage, composition, etc) de sa source (fabricant, origine) et/ou de son historique (circuit de distribution)

Le Parlement européen et le Conseil de l'Union Européenne apportent, en 2011, une première définition du médicament falsifié, qu'ils distinguent du « médicament contrefait ».

## Définition du Parlement européen et du Conseil de l'Union européenne
La Directive Européenne 2011/62/UE du 16 mai 2011, modifiant la Directive 2001/83/CE instituant un code communautaire relatif aux médicaments à usage humain, en ce qui  concerne la prévention de l'introduction dans la chaîne d'approvisionnement légale de médicaments falsifiés, apporte une première définition du médicament falsifié et le distingue clairement,, :
- du médicament dit « contrefait » qui désigne un médicament non conforme à la législation de l’Union européenne en matière de droits de propriété intellectuelle et industrielle, notamment les marques déposées et les brevets. La notion de médicament falsifié s’affranchit alors de la propriété intellectuelle afin de focaliser sur le faux médicament et ses dangers relatifs à la santé publique.
- du médicament licite présentant des défauts de qualité non intentionnels imputables à des erreurs de fabrication ou de distribution.

La Directive s’attache donc à parler de médicament « falsifié » dans le cas où la présentation pharmaceutique comporte une fausse présentation de,, :
- son identité, comprenant son emballage et son étiquetage, sa dénomination ou sa composition, et ceci sur l’ensemble de ses composants, y compris les excipients, et du dosage de ces composants,
- sa source, se rapportant à son fabricant, son pays de fabrication, son pays d’origine ou du titulaire de son autorisation de mise sur le marché,
- ou son historique, intégrant des enregistrements et des documents relatifs aux circuits de distribution utilisés.